# Jacques Brel
Jacques Romain Georges Brel ( ? i  escolteu-ne la pronunciació en francès) és un cantant i autor belga de cançons en francès, nascut a Schaerbeek (Brussel·les) el 8 d'abril de 1929 i mort a Bobigny el 9 d'octubre de 1978. Amb una veu d'ampli registre i una presència escènica molt teatral, Brel és un dels mestres de la "chanson", amb un estil basat, musicalment, en les formes populars -el vals, la java, el tango- al servei d'unes lletres en què tracta, de forma poètica, l'abandó, l'amistat, la soledat i la mort, a la vegada que fustiga la hipocresia burgesa i la mesquinesa humana.
Fill d'un industrial, als setze anys es posà a treballar en la fàbrica paterna, però ja el 1952 començà a cantar les seves pròpies cançons. El 1953 enregistrà un disc senzill, que li va permetre ser contractat per la discogràfica Philips de París, i això el va fer abandonar la seva família i instal·lar-se a la capital francesa, el juny de 1953. Actuà al club "Les trois Baudets", compongué cançons per a altres cantants i el 1955 enregistrà el seu primer disc. Amb el seu quart disc, editat el 1959, triomfà plenament amb les cançons La valse à mille temps i Ne me quitte pas.
El dia 1 de novembre de 1966 es retirà de les actuacions en públic, per bé que seguí treballant com a actor al teatre i el cinema. Pel novembre de 1977, malalt de càncer, es publicà el seu quinzè i darrer disc.
A part de les esmentades, les seves cançons més destacades són: Quand on n'a que l'amour (1956), Marieke (1961), Les bourgeois (1961), Le plat pays (1962), Amsterdam (1964), Ces gens-là (1966), La chanson des vieux amants (1967), Vesoul (1968) i Jaurès (1977).
Nascut en una família d'industrials catòlics flamencs, –son pare, Romain, era originari de Zandvoorde–- Jacques Brel era un nen amb poc interès per l'escola, excepte per als cursos de francès. Interpreta peces de teatre com a aficionat al si de la Franche Cordée, i el seu pare el fa entrar a la cartoneria familiar, treball per al qual no sent cap il·lusió. Pensà molt seriosament sobre la readaptació professional, ja sigui com a criador de gallines, bé com a sabater, o bé dedicant-se a la cançó. Finalment va triar aquest camí. Compongué cançons en qualsevol lloc i en qualsevol moment. Aficionat a la música clàssica (principalment Maurice Ravel i Schubert), va compondre les seves primeres melodies al piano familiar i amb la seva guitarra.
L'1 de juny de 1950 es va casar amb Teresa Michiels, anomenada "Mich", a qui havia conegut tres anys abans. El 6 de desembre de 1951 va néixer la seva primera filla, Chantal, la segona, France, el 12 de juliol del 1953, i finalment, l'agost de 1958 Isabelle, a qui va dedicar la cançó del mateix nom.
A partir de 1952, va compondre les seves primeres cançons, que cantava en família i en clubs nocturns de Brussel·les. Ja fa prova d'una potència lírica (tant en els textos com en la interpretació) que rebutja la seva família, la qual no l'anima a continuar.
Tanmateix, ell persevera i el 1953 va publicar un 78 rpm. A continuació, deixa la capital belga i viatja sol a París, convocat per Jacques Canetti, descobridor de talents que treballa a la Philips i és propietari del cabaret "Les Trois Baudets". La seva família deixa d'ajudar-lo monetàriament i aleshores, es retroba en l'àtic de l'Hotel Stevens a Pigalle. Per guanyar alguns diners, ensenya a tocar la guitarra al ballarí-acròbata Francesco "Cocky" Frediani, artista italià que apareixia en els pòsters del cabaret "La nouvelle Eve". Aquest últim va ser testimoni dels seus primers dies, i acompanyà Brel en la seva primera visita a l'Olympia en el "lever de rideau" (moment en què els espectadors entren en la sala i s'instal·len en els seus seients). Les condicions de treball eren difícils per a Jacques: no tenia camerino i havia de canviar-se darrere del bar de l'Olympia (París)… Al final d'una representació, Bruno Coquatrix que s'havia fixat en ell, el va felicitar, i li va demanar de visitar-lo per citar-lo per a una propera interpretació.
El 2003, en motiu del 25è aniversari de la seva mort es va editar el disc Infiniment («infinitament» en català): una recopilació de 2 CD de Jacques Brel amb les seves millors i més conegudes cançons. Aquesta recopilació de cançons remasteritzades també conté 5 títols no publicats de la sessió d'enregistrament de l'àlbum Les Marquises: "La cathédrale", "L'amour est mort", "Mai 40", "Avec élégance", i "Sans exigences". Un booklet és inclòs amb les lletres dels 5 títols nous.

## Llista de cançons del disc Infinement
1. "La quête"
2. "La cathédrale"
3. "L'amour est mort"
4. "Mai 40"
5. "Avec élégance"
6. "Sans exigences"
7. "Les Marquises"
8. "Orly"
9. "La ville s'endormait"
10. "Jojo"
11. "J'arrive"
12. "Quand on n'a que l'amour"
13. "Le Plat Pays"
14. "Mon enfance"
15. "Les vieux"
16. "La chanson de Jacky"
17. "La valse à mille temps"
18. "Le prochain amour"
19. "La chanson des vieux amants"
20. "Ne me quitte pas"

1. "Amsterdam"
2. "La bière"
3. "Bruxelles"
4. "Le diable 'ça va'"
5. "Il nous faut regarder"
6. "L'enfance"
7. "Ces gens-là"
8. "Les bonbons"
9. "Les flamandes"
10. "Les bourgeois"
11. "Jef"
12. "Mathilde"
13. "Marieke"
14. "Madeleine"
15. "Les bigotes"
16. "Vesoul"
17. "Le Moribond"
18. "Au suivant"
19. "Le dernier repas"
20. "Je suis un soir d'été"